# Frederik Bruun
Frederik (Fritz) Bruun, född 1816 och död 1891 var en dansk fångvårdsman.
Bruun blev teologie kandidat 1884, inträdde i danska fångvården 1845 och blev 1859 dess överinspektör. Efter irländskt mönster införde han där 1873 straffarbete i gemenskap, sedan han 1867 i ett arbete Om Fuldbyrdelse af Strafarbejde i Fællesskab agiterat för denna metod. Bruun ansåg, att brottslingar med olika själsliga anlag bör behandlas olika.